# Bowsprit Moraine
Bowsprit Moraine är en kulle i Antarktis. Den ligger i Östantarktis. Nya Zeeland gör anspråk på området. Toppen på Bowsprit Moraine är 792 meter över havet.
Terrängen runt Bowsprit Moraine är kuperad åt sydost, men åt nordväst är den bergig. Trakten är obefolkad. Det finns inga samhällen i närheten.